# Jesús Sánchez Martos
Jesús Sánchez Martos (Madrid, 12 de junio de 1953) es un enfermero y comunicador español, consejero de Sanidad de la Comunidad de Madrid entre 2015 y 2017.
Enfermero en el Hospital del Niño Jesús, posteriormente entró a trabajar en la Facultad de Enfermería, Fisioterapia y Podología de la Universidad Complutense de Madrid (UCM), donde entró en contacto con Dionisio Ramos y Gustavo Villapalos. Doctorado en Medicina en 1990 con la tesis "Papel del factor natri urético auricular en la diabetes mellitus", ha desarrollado principalmente su carrera en la comunicación de temas sanitarios. Es Catedrático de Escuela Universitaria en el área de "Enfermería". Si bien tiene categoría similar a "Profesor Titular de Universidad", ambos con nivel 28 en la Administración del Estado, e inferior a la categoría de "Catedrático de Universidad" (frecuentemente abreviada como "Catedrático" en el contexto universitario), no obstante habitualmente se refiere a sí mismo en sus CV (publicados en organismos oficiales) como "Catedrático en Educación para la Salud"  en la UCM, categoría inexistente en la Universidad española y que no debe inducir a confusión con la categoría superior de "Catedrático de Universidad". 
En junio de 2015 fue nombrado consejero del Gobierno de la Comunidad de Madrid presidido por Cristina Cifuentes. Conocido como «el telepredicador» por su tirada por aparecer en los medios de comunicación y redes sociales, en 2017 recomendó a los niños y niñas hacer «abanicos de papel» para soportar mejor la ola de calor en las escuelas. Su gestión al frente de la consejería fue reprobada por el pleno de la Asamblea de Madrid el 22 de junio de 2017, con 80 votos a favor (Grupos Parlamentarios Socialista, Podemos y Ciudadanos) y 47 en contra (Grupo Parlamentario Popular).
Cifuentes cesó en Sánchez Martos en septiembre de 2017. Dos días después de su cese como consejero, fue nombrado director de la Fundación Madri+d, adscrita a la Consejería de Educación del gobierno regional.